# Miller Bolaños
Miller Alejandro Bolaños Reasco (* 1. Juni 1990 in Durán) ist ein ecuadorianischer Fußballspieler.

## Karriere

### Verein
In der Jugend spielte Miller Bolaños für die Nachwuchsmannschaft des CD Caribe in Ecuador, ehe er 2006 zum Barcelona SC Guayaquil wechselte. Nach einem Jahr in der Jugend des Klubs schaffte er den Sprung in die A-Mannschaft und bestritt seine ersten Spiele in der höchsten ecuadorianischen Liga, der Serie A. 2009 wechselte er in die Hauptstadt zu LDU Quito, wo er für drei Saisons spielte. 2012 folgte der Transfer ins Ausland, als Bolaños zum Verein Chivas in die Vereinigten Staaten verkauft wurde. Seit 2013 bestreitet der offensive Mittelfeldspieler seine Spiele für den ecuadorianischen CS Emelec. Im Februar 2016 verpflichtete ihn der brasilianische Erstligist Grêmio FBPA in Porto Alegre. 2020 zog es ihn für drei Jahre nach China.

### Nationalmannschaft
Sein Debüt in der Nationalmannschaft gab Bolaños am 29. März 2015. Seit diesem Zeitpunkt kam er sowohl in Freundschaftsspielen als auch in der Copa América 2015 zum Einsatz, in der er ex aequo mit einigen anderen Spielern sechstbester Torschütze des Turniers wurde.

## Erfolge

### Titel
- 1 × Brasilianischer Pokalsieger: 2016 mit Grêmio
- 2 × Ecuadorianischer Meister: 2010, 2013
- 2 × Recopa Sudamericana: 2009, 2010
- 1 × Copa Sudamericana: 2009

### Auszeichnungen
- 1 × Torschützenkönig in der Copa Sudamericana: 2014

## Trivia
Im Juni 2025 wurde Miller in Ecuador von der Polizei verhaftet. Er führte in seinem PKW eine geladene Waffe mit sich. sowie vier Schuss Munition und zwei leere Hülsen.